# Frihetskämparnas förbund

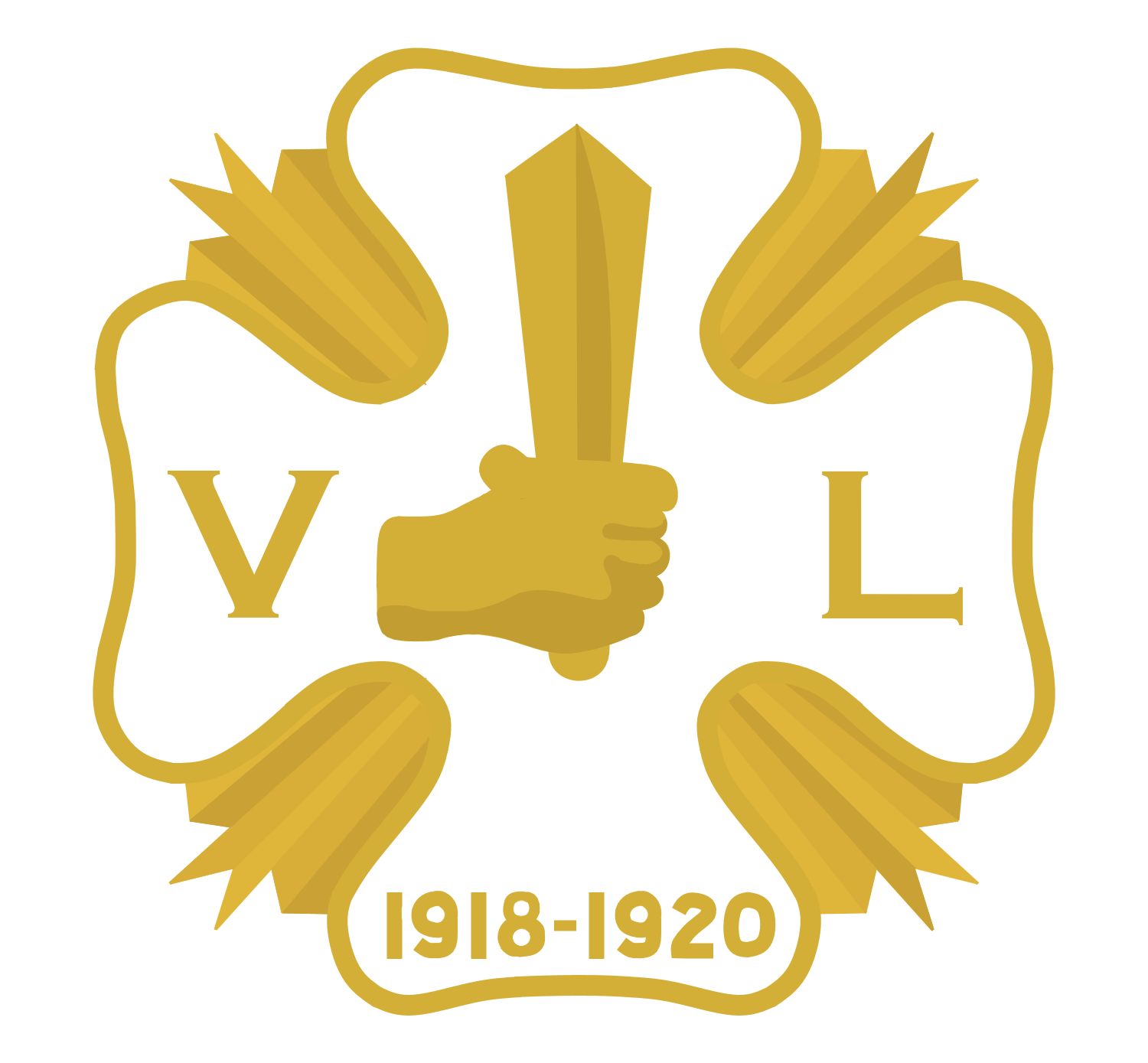
Partiemblem

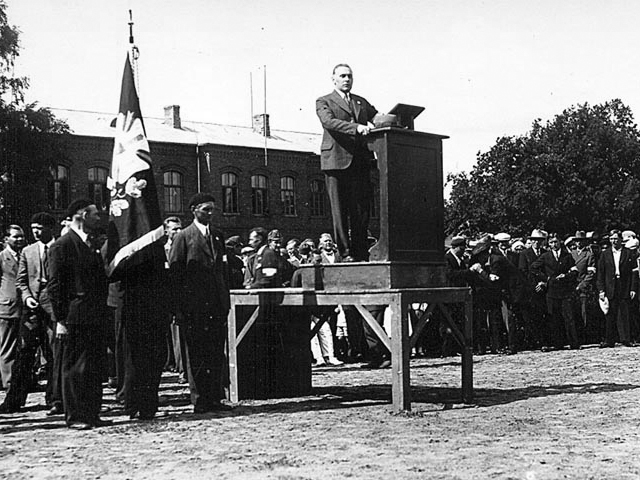
Artur Sirk talar vid ett möte i Pärnu under början av 1930-talet.

Frihetskämparnas förbund (estniska: Eesti Vabadussõjalaste Liit) EVL, informellt kallat Vapsrörelsen, var en utomparlamentarisk högerextrem organisation i Estland under mellankrigstiden.
Förbundet var aktivt från 1929 till mitten av 1930-talet och verkade för ett avskaffande av parlamentarismen och införandet av en auktoritär ledarstat. Till organisationens främsta profiler hörde den tidigare generalen i Estniska frihetskriget Andres Larka som partiledare, och chefsideologen Artur Sirk. Medlemmarna kallades informellt för vapsid eller vabsid, "vapsare".

## Bildande
Vapsrörelsen var en paramilitär antisocialistisk organisation, med starkast stöd inom lägre medelklassen. Den föregicks av det krigsveteranförbund Eesti Demobiliseeritud Sõjaväelaste Liit (Estniska demobiliserade militärförbundet), som bildades 1921 efter frihetskriget, och under 1920-talet bevakade krigsveteraners ekonomiska och politiska intressen. Veteranförbundet upplöstes i mitten av 1920-talet men verksamheten bedrevs vidare i vissa lokalavdelningar. Avdelningarna i Haapsalu, Tallinn och Tapa bildade 1929 Eesti Vabadussõjalaste Keskliit (EVKL), som kan översättas till Estniska frihetskämparnas centralförbund.

## Program
Rörelsen delade vissa gemensamma drag med samtida fascistiska rörelser i Europa, men saknade huvudsakligen band till fascistiska och nazistiska partier i Central- och Sydeuropa. Dess närmaste motsvarighet var det finländska Frihetskrigets frontmannaförbund och dess efterföljare Lapporörelsen och Fosterländska folkrörelsen. I jämförelse med övriga europeiska fascistpartier var rörelsen mindre ideologiskt driven, men vapsarna var starka förespråkare av en övergång till ett mer auktoritärt och nationalistiskt styrelseskick. Den saknade också en uttalad raspolitik och kritiserade bitvis de samtida judeförföljelserna i Tyskland. Den hade heller inget uttalat mål om territoriell expansion. Till de mer fascistiska dragen i organisationen hörde användandet av svarta baskrar som uniform och användandet av romersk hälsning. Rörelsen kom med tiden att fjärma sig från sina rötter som veteranförbund. Mer moderata medlemmar av rörelsen som Johan Pitka lämnade rörelsen och även medlemmar som inte var krigsveteraner tilläts gå med. Organisationen gav ut tidningen Võitlus ("Kampen").

## Roll i 1930-talets konstitutionella reformer
I början av 1930-talet fanns en ökande folkopinion för en reform av Estlands konstitution. Den endast treåriga mandatperioden, avsaknaden av ett oberoende statschefsämbete och regeringar som förlitade sig på bräckliga majoriteter i det politiskt splittrade parlamentet sågs som hinder mot landets politiska stabilitet.
1932 lade samtliga partier utom vänstersocialisterna fram ett förslag till ny författning, som avsåg att behålla det parlamentariska styrelseskicket men även att införa ett separat statschefsämbete som motvikt till regeringen. Vid folkomröstningen i augusti 1932 förkastades förslaget med endast några hundratal röster. EVKL, vänstersocialisterna och kommistpartiet motsatte sig förslaget vilket visade sig utslagsgivande.
1933 lade EVKL fram ett eget förslag till författningsreform som förkastades av Riigikogu. Detta orsakade splittring mellan de politiska partierna i parlamentet och det utomparlamentariska EVKL, vilket ledde till ökad inrikespolitisk oro. Parlamentet arbetade fram ett förslag till ny författning som även det förkastades i en folkomröstning med 67 procents nej-röster. I detta läge nådde spänningen mellan de politiska partierna i parlamentet och EVKL:s utomparlamentariska agitation mot det rådande politiska systemet en ny höjdpunkt.

## Under undantagstillstånd
Regeringen såg de tilltagande inrikespolitiska spänningarna och bildandet av paramilitära organisationer som ett hot mot landets inre stabilitet. 11 augusti 1933 förklarade Jaan Tõnissons regering undantagstillstånd i hela landet, vilket redan gällt sedan juni i Tartumaa. Regeringen begränsade många av de politiska rättigheterna, införde censur och förbjöd vissa organisationer, bland dessa EVKL.
Regeringen kunde därigenom upprätthålla ordningen, men förlorade stöd i befolkningen, bland annat på grund av korruptionsskandaler och en kontroversiell ekonomisk politik. 27 juni 1933 devalverades den estniska kronan med 35 procent. Följden blev ett uppsving för exportindustrin efter den internationella krisen, men åtgärden var impopulär i opinionen och hos oppositionen.
Vapsrörelsen kom snart att åter organisera sig under det nya namnet Estniska frihetskämparnas förbund (EVL). Samtidigt uppstod en partipolitisk gren, Frihetskämparnas folkrörelse (Vabadussõjalaste Rahvaliikumine). I slutet av 1933 översteg antalet medlemmar i EVL det totala medlemskapet i övriga politiska partier.
Trycket från högerpartierna gjorde att parlamentet gav efter och släppte igenom EVL:s förslag till konstitution för folkomröstning, med stöd av Bondeförbundet under Konstantin Päts ledarskap. Konstitutionen antogs i oktober 1933 genom en folkomröstning med 73 procents majoritet.
Den nya författningen inrättade en starkare roll för riksäldsten som folkvald statschef. Riksäldsten valdes på fem år och hade långtgående befogenheter att utfärda dekret, lägga in veto mot parlamentets lagar och upplösa parlamentet i förtid. Antalet parlamentariker halverades till femtio. Samtidigt blev regeringens ställning svagare då den blev beroende av både riksäldstens och parlamentets stöd. De politiska rättigheterna från 1920 års konstitution och det oberoende rättssystemet bevarades dock i stort sett oförändrade.
Efter sitt nederlag i folkomröstning avgick regeringen Tõnisson 17 oktober 1933 och upphävde undantagstillståndet. En ny övergångsregering bildades under ledning av Konstantin Päts som kombinerad stats- och regeringschef, fram till dess att val till riksäldste och Riigikogu kunde hållas.
1934 års författning trädde i kraft den 24 januari 1934 och valet skulle enligt författningen hållas inom hundra dagar. 

## Statskuppen 1934
Artur Sirk och den pensionerade generalen Andres Larka var i början av 1934 självklara ledarfigurer i EVL. Deras agitation mot det politiska etablissemanget och partipolitiken hade varit framgångsrik under folkomröstningen och estnisk politik hade tagit ett tydligt steg till höger. En valseger för EVL sågs som en möjlighet. 
17 december 1933 ägde EVL:s kongress rum i Tallinn. Delegaterna valde en 13-mannastyrelse och godkände utkastet till partiprogram. EVL ville till en början vinna över den populäre tidigare överbefälhavaren Johann Laidoner som statschefskandidat inför valen i april/maj 1934. Laidoner, Larka och Sirk kunde dock inte enas och Laidoner ställde istället upp som kandidat för centerrörelsen och småbönderna.
EVL:s ordförande, general Larka, ställde då upp som kandidat till statschefsämbetet. Partiets starke man Artur Sirk var själv inte valbar då han ännu inte fyllt fyrtio, men sågs som en trolig regeringschef under Larka.
I kommunalvalen i januari 1934 uppnådde EVL jordskredssegrar i de större städerna, där de uppnådde 34 procent av fullmäktigemandaten. I Tallinn, Tartu och Narva erhöll partiet en egen majoritet av mandaten. Framgångarna på landsbygden var dock mer blygsamma.
Inför de kommande parlamentsvalen och statschefsvalet sågs EVL som troliga valsegrare. Larka uppnådde fler nomineringsunderskrifter inför statschefsvalet än de tre andra kandidaterna Konstantin Päts, August Rei och Johan Laidoner tillsammans. Valkampanjen blev smutsig och parlamentsvalen överskuggades av personstriderna i riksäldstevalet.
Valen kom aldrig att äga rum. Den 12 mars 1934, kort före valen, genomförde den tillförordnade stats- och regeringschefen Konstantin Päts en oblodig statskupp med stöd av Laidoner. Militären och polisen mobiliserades i fall av en konfrontation med EVL och Päts införde ett sex månaders undantagstillstånd, samt utnämnde Laidoner till militär överbefälhavare.
400 ledande medlemmar inom EVL arresterades, bland dessa även Larka och Sirk. 15 mars motiverade Päts sitt beslut inför parlamentet med att folket led av en masspsykos, och att valen skulle skjutas upp. EVL förbjöds liksom politiska demonstrationer. EVL:s mandat i kommunfullmäktige i hela landet ogiltigförklarades. Ämbetsmän och soldater med nära band till EVL avskedades. Demokratiska och juridiska rättigheter avskaffades eller inskränktes på obestämd tid.
Artur Sirk lyckades i november 1934 med hjälp av sympatisörer fly ur Patareifängelset och gick i exil i Luxemburg.

## Återuppståndelse
I mars 1935 ägde rättegångarna rum mot ledarskiktet inom EVL. De dömdes till symboliska fängelsestraff, huvudsakligen 12 månaders villkorligt fängelse. Sommaren 1935 upptog partiledningen åter verksamhet och krävde ett avskaffande av undantagslagarna. I september 1935 försökte de framtvinga en folkomröstning om upphävande av undantagstillståndet.

## Rörelsens slut
Den 8 december 1935 genomförde regeringen Päts sitt motdrag. Fjorton ledande EVL-funktionärer arresterades i samband med ett möte. De åtalades för anklagelsen att de planerat en statskupp och nio ledamöter dömdes i maj 1936 till vardera tjugo års straffarbete. Ytterligare 138 medlemmar dömdes till lättare straff. EVL kom därefter att upplösas och förlora i popularitet. Andres Larka benådades 1937 och drog sig därefter tillbaka från det offentliga livet. Artur Sirk avled i Echternach i Luxemburg i augusti 1937 till följd av ett fall ut genom ett fönster, kring vilket omständigheterna fortfarande är oklara. I maj 1938 benådades de sista fängslade EVL-medlemmarna.